# Никола Матавалу
Никола Матавалу (енгл. Nikola Matawalu; 8. март 1989) професионални је рагбиста и репрезентативац Фиџија који тренутно игра за Бат (рагби јунион).

## Биографија
Висок 173 цм, тежак 81 кг, Матавалу је пре Бата играо за Глазгов Вориорс.За репрезентацију Фиџија је до сада одиграо 28 тест мечева и постигао 8 есеја.